# Viburnin
Viburnin är ett gröngult komplex av en glykosid och harts med bitter smak. Den exakta kemiska strukturen var ännu 2004 okänd. Ämnet är lösligt i alkohol, svagt lösligt i vatten.
Viburnin förekommer naturligt i olvonsläktet (Viburnum) och används medicinskt mot livmoderbesvär.